# ایشیق‌لی (فضولی)
ایشیق‌لی (ترکی آذربایجانی: İşıqlı) یک منطقهٔ مسکونی در جمهوری آرتساخ است که در استان هادروت واقع شده‌است.